# Frederick T. Wall
Fredrick T. Wall, född 4 december 1912 i Chisholm, Minnesota, död 31 mars 2010 i San Diego, Kalifornien, var en amerikansk kemist.

## Biografi
Wall blev redan under sin gymnasietid intresserad av kemi och matematik och siktade på att bli kemiingenjör. Han studerade kemi och kemiteknik vid University of Minnesota under bl. a. George Glöckler, som påverkade hans beslut att inrikta sig på fysikalisk kemi. Efter examen med en BSc i kemi 1933 fick han en assistenttjänst vid Caltech, där han blev starkt präglad av Linus Pauling. Redan efter ett år tvingades han emellertid sluta där på grund av ekonomiska svårigheter som förvärrades av depressionen. 
Wall flyttade tillbaka till University of Minnesota och fortsatte där sitt doktorandarbete under Glöckler. Han tog doktorsexamen i kemi 1937, och samma år började han på en lärartjänst vid University of Illinois.
Walls tidiga arbeten handlade om infraröda spektroskopiska studier av vätebindningar. Så småningom blev han intresserad av polymerer, och under andra världskriget deltog han i det amerikanska Synthetic Rubber-programmet. Han var där allmänt känd för sin användning av datorer och Monte Carlo-simuleringar för att förstå den statistiska termodynamiken hos polymerer.
År 1955 blev Wall dekanus för Graduate College i Illinois, och efter 26 år på fakulteten flyttade han 1963 till University of California i Santa Barbara, där han blev chef för den kemiska institutionen och biträdande rektor för forskningen. Från 1966 till 1969 var han rektor för forskning vid University of California i San Diego. År 1969 blev han president i American Chemical Society (ACS), men återvände snart till den akademiska världen för att bli professor i kemi vid Rice University. Från 1965 till 1969 var han även chefredaktör för Journal of Physical Chemistry.
Wall återupptog vid Rice sin teoretiska polymerforskning, i synnerhet kring polymerers konfigurationer på gitter. Sju år senare flyttade han tillbaka till Kalifornien som föreläsare vid San Diego State University och blev 1981 adjungerad professor vid University of California i San Diego.

## Utmärkelser och uppdrag
År 1945 fick Wall utmärkelsen i Pure Chemistry från American Chemical Society, och 1959 valdes han in till National Academy of Sciences. Han vann många andra utmärkelser för sin teoretiska forskning, och blev invald som medlem av American Academy of Arts and Sciences. 